# HD 111456
HD 111456 är en dubbelstjärna belägen i den norra delen av stjärnbilden Stora björnen. Den har en kombinerad skenbar magnitud av ca 5,85 och är mycket svagt synlig för blotta ögat där ljusföroreningar ej förekommer. Baserat på parallaxmätning inom Hipparcosuppdraget på ca 41,6 mas, beräknas den befinna sig på ett avstånd på ca 78 ljusår (ca 24 parsek) från solen. Den rör sig närmare solen med en heliocentrisk radialhastighet på ca -18 km/s. Stjärnan är en kärnmedlem i Ursa Major rörelsegrupp, en uppsättning stjärnor som rör sig genom rymden med gemensam riktning och hastighet. Sex andra stjärnor i kärnan utgör centrala medlemmar av Big Dipper-asterismen.

## Egenskaper
Primärstjärnan HD 111456 A är en gul till vit stjärna i huvudserien av spektralklass F7 V, som är en av de mest aktiva stjärnorna av spektraltyp F som är kända, och har en stark röntgenstrålning samt är en extrem källa till ultraviolett strålning. Den har en radie som är ca 1,2 solradier och har ca 6,5 gånger solens utstrålning av energi från dess fotosfär vid en effektiv temperatur av ca 6 400 K.
HD 111456 är en astrometrisk dubbelstjärna med en omloppsperiod på fyra år och ett massförhållande på 0,5. Följaktligen kan följeslagaren vara en ung vit dvärgstjärna.